# Alfred Müller-Armack
Alfred August Arnold Müller-Armack (ur. 28 czerwca 1901 w Essen, zm. 16 marca 1978 w Kolonii) – niemiecki ekonomista neoliberalny, myśliciel polityczny i wykładowca akademicki, związany z freiburską szkołą ekonomii. Jeden ze współautorów powojennego niemieckiego cudu gospodarczego, sekretarz stanu w Ministerstwie Gospodarki (1952–1963).
Autor terminu społeczna gospodarka rynkowa, jego poglądy wywarły znaczny wpływ na politykę gospodarczą Ludwiga Erharda. Zwolennik własności prywatnej, godzenia ustroju państwowego i gospodarczego (ordoliberalizm) i subsydiarnej roli państwa.

## Życiorys
Müller-Armack urodził się w rodzinie pracownika firmy Krupp Hermanna Justusa Müllera i jego żony Elise Dorothee Armack. Panieńskie nazwisko matki, dodał do swojego nazwiska pod koniec lat 20.
Po ukończeniu szkoły średniej w 1919 r., rozpoczął studia ekonomiczne na uniwersytetach w Giessen, Fryburgu, Monachium i Kolonii. W 1923 uzyskał doktorat z nauk politycznych na podstawie rozprawy Das Krisenproblem in der theoretischen Sozialökonomik. Versuch einer Neubegründung der absoluten Überproduktionslehre. W 1926 habilitował się. W 1933 wstąpił do NSDAP, jednak nie był aktywnie zaangażowany w jej działalność. Był jednocześnie aktywny w organizacjach kościelnych i wspierał ruch Bekennende Kirche.
Kontynuował karierę naukową na Uniwersytecie Kolońskim zostając w 1934 r. adiunktem, a następnie profesorem. W 1938 r. przyjął powołanie na Uniwersytet w Münster, gdzie jako profesor zwyczajny, kierował ośrodkiem badawczym w zakresie mieszkalnictwa i gospodarki rynkowej. W 1940 r. jego nominacja na stanowisko kierownika Katedry Ekonomii na Uniwersytecie w Münster była wstrzymywana przez Ministerstwo Oświaty Rzeszy z powodu zarzucanemu mu braku uczuć narodowosocjalistycznych, liberalnych przekonań i bliskich związków z Kościołem. W latach 40. jego działalność naukowa skupiła się na publikacjach z zakresu historii ekonomii. W 1947 r. opublikował swoją przełomową pracę „Zarządzanie gospodarką i gospodarka rynkowa”, w której koncepcja społecznej gospodarki rynkowej stała się znana szerokiemu gronu odbiorców jako trzecia forma ekonomiczna między gospodarką planową a kapitalizmem leseferystycznym.
W 1950 roku Müller-Armack powrócił na Uniwersytet w Kolonii jako profesor nauk ekonomicznych. Tam założył Instytut Polityki Gospodarczej. W 1952 r. Ludwig Erhard mianował go szefem departamentu politycznego swojego ministerstwa. W latach 1958–1963 pełnił funkcję sekretarza stanu ds. integracji europejskiej w Ministerstwie Gospodarki. W 1960 r. został przewodniczącym Komitetu Polityki Gospodarczej EWG. Po odejściu Ludwiga Erharda z funkcji ministra, zrezygnował z pracy w rządzie i powrócił do wykładania na Uniwersytecie Kolońskim. W latach 1964–1968 stał na czele Fundacji Konrada Adenauera. Do 1969 r. pełnił funkcję radnego rady miejskiej w Kolonii z list CDU. W 1970 r. przeszedł na emeryturę, pozostając do 1977 r. członkiem Rady Dyrektorów Europejskiego Banku Inwestycyjnego.
Alfred Müller-Armack zmarł 16 marca 1978 w Kolonii. Został pochowany na cmentarzu w Riedering. Od 2002 roku Uniwersytet w Münster przyznaje najlepszym absolwentom kierunków ekonomicznych nagrodę nazwaną jego nazwiskiem.

### Życie prywatne
Od 1934 r. jego żoną była Irmgard Fortmann (1912–1995). Para miała jednego syna Andreasa.